# Генри де Эссекс
Генри де Эссекс (англ. Henry of Essex, Henry de Essex; умер около 1170) — английский аристократ, феодальный барон Рейли в Эссексе, королевский констебль и судья в Эссексе в 1151—1163 годах, шериф Хартфордшира в 1155 году, шериф Бакингемшира и Бедфордшира в 1156—1157 годах, сын Роберта Фиц-Свейна и Гунноры де Биго. Происходил из англо-нормандского рода де Эссекс и владел рядом земель в графстве Эссекс. Во время правления короля Стефана Блуасского, около 1151 года стал королевским констеблем и судьёй в Эссексе. После восшествия на престол Генриха II Плантагенета он первоначально сохранил своё положение, однако во время кампании короля в Северном Уэльсе летом 1157 года во время одного из сражений разнёсся слух, что король убит; поверив ему, Генри бросил королевский штандарт и сбежал. Слух оказался ложным, в результате влияние констебля при дворе снизилось. А в 1163 году Роберт де Монфор, семья которого в своё время владела баронией Хаафли, доставшейся Генри посредством брака, предъявил тому обвинение в государственной измене. В итоге состоялся судебный поединок, в котором Генри проиграл. Хотя он и выжил, но его владения были конфискованы, а самому ему было дозволено постричься в монахи.

## Происхождение
Генри происходил из англо-нормандского рода де Эссекс, родоначальником которого был нормандец Роберт Фиц-Вимарк, переселившийся в Англию в то время, когда Эдуард Исповедник получил корону. Его точное происхождение неизвестно. В источниках указывается только имя его матери — Вимарк (Гимара), которая, возможно, была бретонкой. Осберт де Клер указывает, что Роберт Фиц-Вимарк занимал выдающееся положение среди норманнов благодаря своему происхождению. Поскольку Роберт входил в ближайшее окружение Эдуарда Исповедника и Вильгельма Завоевателя, то возможно, что он был незаконнорождённым отпрыском семьи герцогов Нормандских.
Роберт Фиц-Вимарк занимал видное положение при дворе Эдуарда, занимая должность конюшего, из-за чего в некоторых источниках упоминается с прозвищем Конюший (англ. Robert the Staller). От Эдуарда Исповедника Роберт получил значительные владения, в первую очередь в Эссексе, где он не позднее 1052 года построил замок Клаверинг. Сохранил он своё положение и после восхождения на престол Гарольда II, но при вторжении в Англию нормандского герцога Вильгельма Завоевателя поддержал его, послав ему сообщение, предупреждающее о силе армии короля Гарольда, предлагая тому отступить в укреплённое место, опасаясь, что нормандцы не смогут одолеть английского короля. За это он получил от ставшего королём Вильгельма новые владения и должность шерифа Эссекса. Согласно «Книге Страшного суда» его владения составляли 150 гайд в семи графствах (по большей части в Эссексе), что делало его десятым по богатству землевладельцем-мирянином в Англии из числа не имевших графский титул.
Наследники Роберта увеличили владения рода. Его сын Свейн построил замок Рейли в Эссексе, поэтому его владения называют баронией Рейли.
Сыном и наследником Свейна был Роберт, женившийся на Гунноре Биго, дочери сэра Роджера Биго, имевшего земельные владения в Норфолке, и Аделизы Тосни. В некоторых источниках женой Роберта была Аделиза де Вер, дочь Обри де Вера II и Аделизы де Клер, мужем которой назван Роберт де Эссекс. Однако историк Кэтрин Китс-Роэн в работе «Domesday Descendants» доказывает, что её мужем не мог быть Роберт Фиц-Свейн, поскольку его Гуннора Биго пережила мужа. Возможно, что этот Роберт был старшим сыном Роберта Фиц-Свейна, умершим вскоре после смерти отца.

## Биография
Генри был сыном Роберта Фиц-Свейна и Гунноры Биго. Возможно, что у него был старший брат Роберт, однако если он и существовал, то умер достаточно рано и не оставил детей, поэтому именно Генри стал наследником отца.
Кроме унаследованных от отца владений Генри благодаря второму браку с Алисой, которая была дочерью или вдовой Роберта де Вера (ум. 1151), получил баронию Хаафли.
Около 1151 года Генри находился на службе у короля Англии Стефана Блуаского, заняв пост королевского констебля и судьи в Эссексе. Императрица Матильда, соперница Стефана в борьбе за английский трон, которая привела к гражданской войне, называла Генри среди тех, кто был гарантом её хартии, данной Джеффри де Мандевилю. Кроме того, в 1141 году Генри упоминается среди тех, кто присутствовал при объявлении епископом Уинчестерским о поддержке Матильды в качестве королевы Англии. Однако не существует каких-то убедительных доказательств того, что он когда-нибудь выступал против Стефана.
После смерти Стефана в 1154 году Генри сохранил своё положение. На рождество 1154 года он в качестве констебля выступал в качестве свидетеля хартий нового короля, Генриха II Плантагенета. В 1156 году он выступал в качестве судьи во время первой поездки канцлера Томаса Бекета, проводившего выездные судебные сессии в девяти графствах на юге Англии. Также в 1155 году Генри был шерифом Хартфордшира, а в 1156—1157 годах — шерифом Бакингемшира и Бедфордшира. В этот период он часто сопровождал короля в его поездках.
В 1157 году карьера Генри пошла на спад. Причиной для этого послужил эпизод во время валлийского похода Генриха II летом этого года, во время которого королевская армия попала в организованную Оуайном Гвинеддским засаду около Колсхилла. В результате королевская армия понесла серьёзные потери, а сам король попал в окружение. Увидев это, Генри бросил королевский штандарт и бежал, крича о том, что король погиб. Однако Роджер де Клер поднял знамя, после чего ему удалось собрать вокруг себя солдат и пробиться к королю, освободив его.
Несмотря на свой поступок, Генри сохранил пост констебля, однако его участие в королевских делах существенно уменьшилось. В 1159 году он в качестве констебля участвовал в экспедиции в Тулузу.
По сообщению хрониста Джоселина Бракелондского, на пасху 1163 году Роберт де Монфор, претендовавший на баронию Хаафли выдвинул против Генри обвинение в государственной измене из-за поступка того в валлийском походе. Между ними был организован судебный поединок в Рединге (Беркшир), в котором Генри проиграл. Он был ранен и его оставили умирать на поле боя, но его выходили монахи Редингской обители, которых попросили забрать тело для захоронения влиятельные друзья Генри. Король милостиво разрешил своему бывшему констеблю постричься в монахи, но его владения были конфискованы в пользу короны. Остаток жизни Генри провёл в Редингском аббатстве, где и умер около 1170 года.

## Брак и дети
1-я жена: Сесилия.
2-я жена: Алиса, дочь или вдова Роберта де Вера.
Точно не известно, от какого брака родились дети Генри. Вероятно, матерью большинства его детей была первая жена. Всего у Генри известны следующие дети:
- Генри де Эссекс (ум. после 1210)[7][9].
- Хью де Эссекс (ум. после марта 1194)[7][9].
- Роберт де Эссекс[9].
- Агнесса де Эссекс (1151 — после 1206); муж: с 1163 Обри де Вер (ок. 1110—26 декабря 1194), граф де Гин в 1137—1141/1142 годах, 1-й граф Оксфорд с 1141 года[7][9][11].
- Алиса де Эссекс; муж: Джеффри де Сей[9].
- (?) Гуннора[К 4][7].